# Sirak metlaš
Sirak metlaš (tehnički sirak, sirak šećerac, sirak kitaš, lat. Sorghum bicolor, sin. Sorghum vulgare) je prosolika žitarica iz porodice trava. Biljka kratkog dana, one koje cvatu samo ako je noć dulja od 12 sati.
Uzgaja se za stočnu i ljudsku hranu (Afrika, Indija, Kina, u Hrvatskoj u Istri, zelenu masu (sijeno, silaža), postrni usjev; za dobivanje škroba, glukoze, sirupa, ulja, alkohola, metlice za metle.
Sirak nije zahtijevna biljka, i prema stručnjacima dobro uspijeva i na lošijim zemljištima.